# Juiaparus punctulatus
Juiaparus punctulatus là một loài bọ cánh cứng trong họ Cerambycidae.